# Маршозавр
Маршозавр (лат. Marshosaurus) — род тероподных динозавров из семейства Piatnitzkysauridae, живших во времена средней юры (титон) на территории современных США. Включает единственный вид — Marshosaurus bicentesimus.
Этот теропод обнаружен в карьере Драй-Меса, Колорадо, а также в карьере Кливленд-Ллойд в Юте. Последний знаменит большим количеством скелетов более крупного теропода — аллозавра. Какой бы образ жизни ни вел маршозавр, он должен был считаться с присутствием этих огромных плотоядных — аллозавров. Возможно, аллозавры подбирали падаль, оставшуюся от более активных охотников-маршозавров.

## Характеристики
Маршозавр, вероятно, был активным охотником. У него были острые загнутые зубы с зазубренными краями. То, что нам известно о черепе, предполагает, что голова была довольно длинной. Короткая и массивная кость предплечья доказывает, что у него были маленькие, но мощные передние конечности. Сейчас трудно сказать, что это был за теропод: некоторые палеонтологи предполагают, что это был карнозавр, как синраптор, в то время как другие говорят, что это мог быть ранний дромеозавр.
Длина 5 м.